# Richie Porte
Richard Julian Porte, detto Richie (Launceston, 30 gennaio 1985), è un ex ciclista su strada australiano.
Scalatore e specialista delle cronometro, professionista dal 2010 al 2022, in carriera ha vinto la classifica giovani al Giro d'Italia 2010, due edizioni della Parigi-Nizza e del Tour Down Under, un Tour de Suisse, una Volta Ciclista a Catalunya, un Tour de Romandie e un Critérium du Dauphiné.

## Carriera

### Gli esordi e il dilettantismo
Nativo della Tasmania, terzo di quattro fratelli, Richie Porte si dedicò inizialmente al nuoto, praticando soprattutto delfino, e al triathlon, disciplina nella quale, ai campionati nazionali Under-23, seppe classificarsi secondo; da segnalare anche un'esperienza nel surf. Solo più tardi, all'età di 21 anni, cercando qualcosa che gli desse sensazioni diverse e stimoli nuovi, cominciò a gareggiare nel ciclismo. Fu così che, per meglio dedicarsi alle due ruote, nel 2007 Porte si trasferì in Italia, tesserandosi con la Sammarinese Gruppo Lupi di Pontedera; decisivi furono gli agganci con l'ex professionista australiano Michael Wilson, il cui figlio Josh già gareggiava dal 2006 in questa squadra e che era un grandissimo amico di Richie che lo raccomandò al DS Daniele Tamberi.
Porte si mise in luce rapidamente vincendo la prima gara disputata in Italia a San Donato in Fronzano (AR), concluse poi al quinto posto il campionato nazionale a cronometro 2008, e al quarto la gara in linea; venne poi convocato nella squadra nazionale, la UniSA-Australia, per il Tour Down Under, in cui andò in fuga nella prima tappa e colse il nono posto finale. Passò quindi nella squadra Continental australiana Praties – con cui vinse una tappa del Tour of Wellington – prima di tornare in Italia per gareggiare nella Mastromarco-Chianti Sensi di Lamporecchio e cogliere anche un successo, al Gran Premio Comune di Cerreto Guidi. Di ritorno in Australia al termine della stagione, concluse al quinto posto l'Herald Sun Tour.
Nel 2009 finì sul podio nel campionato nazionale a cronometro, poi decimo al Tour de Langkawi, grazie ad una buona scalata delle Genting Highlands nonostante corresse in appoggio al capitano Jai Crawford. Tornato in Italia, questa volta tra le file della Monsummanese Bedogni-Grassi, sotto la guida di Andrea Tafi, vinse una tappa del Giro della Regione Friuli Venezia Giulia e concluse sul podio della Coppa della Pace vinta da Egor Silin. Successivamente partecipò al Girobio, il suo principale obiettivo stagionale, con l'obiettivo di farsi notare da una squadra professionistica. Vinse una tappa a cronometro davanti al campione del mondo della specialità Adriano Malori, e terminò quattordicesimo nella classifica generale. Nei primi giorni di agosto vinse la prima tappa del Giro delle Valli Cuneesi, terminando al quarto posto nella classifica generale. Dopo aver vinto il Gran Premio Città di Felino in agosto, firmò un contratto per il 2010 con la Saxo Bank di Bjarne Riis.

### 2010-2011: i primi anni di professionismo

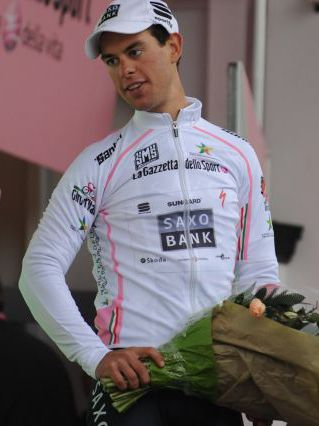
Richie Porte vincitore della maglia bianca al Giro d'Italia 2010.

Porte debuttò da professionista nel febbraio 2010 a Maiorca; colse invece la prima vittoria nella massima categoria in aprile, durante il Tour de Romandie, aggiudicandosi la terza tappa, una cronometro individuale con arrivo a Moudon. Successivamente partecipò al Giro d'Italia, dove, un po' a sorpresa, conquistò la maglia bianca di miglior giovane, indossandola sin dalla settima tappa; in quel Giro l'australiano vestì inoltre per tre tappe la maglia rosa: il simbolo del primato passò sulle sue spalle al termine dell'undicesima frazione, nella quale lui stesso fu parte di una fuga che giunse al traguardo con 13 minuti di vantaggio sul gruppo del leader. Concluse il Giro al settimo posto, a 7'22" dal vincitore Ivan Basso. In settembre venne convocato per i campionati del mondo di Melbourne: concluse al quarto posto la prova a cronometro, classificandosi dietro a Tony Martin, David Millar e al suo compagno di squadra Fabian Cancellara.
Nella primavera del 2011 prese il via a numerose brevi corse a tappe, sfiorando peraltro più volte la vittoria, sempre a cronometro: terzo ad Aix-en-Provence alla Parigi-Nizza, secondo a Zamora e a Signal-de-Bougy rispettivamente alla Vuelta a Castilla y León e al Tour de Romandie. Nei mesi seguenti partecipò sia al Giro d'Italia che al Tour de France, ricoprendo in entrambi i casi, libero da ambizioni di classifica, ruoli di gregariato a favore di Alberto Contador: nella "Corsa Rosa", vinta dal suo capitano, ottenne come miglior risultato il quarto posto nella cronometro finale, mentre al Tour fu quinto nella prova contro il tempo di Grenoble. In agosto ottenne la seconda vittoria in carriera da pro, la prima in stagione, aggiudicandosi una frazione, ancora a cronometro, del Giro di Danimarca; fu infine sesto, in settembre, nella prova contro il tempo dei mondiali di Copenaghen. In seguito alla squalifica di Contador per doping, gli è stata assegnata la vittoria della quarta tappa della Vuelta a Castilla y León 2011.

### 2012-2015: Team Sky

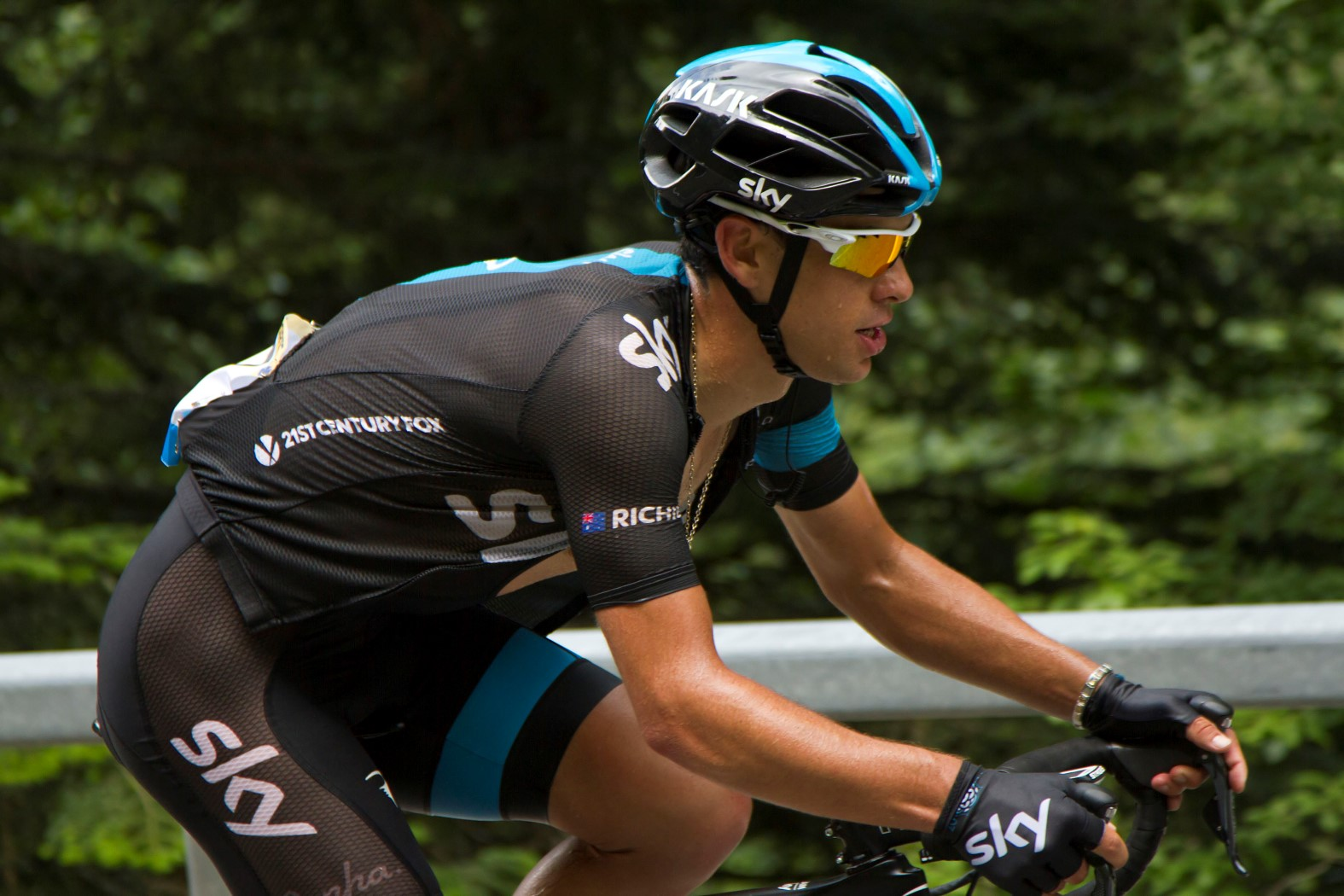
Richie Porte in azione durante il Tour de France 2014.

Nel 2012 si trasferì tra le file del team britannico Sky Procycling. In stagione vinse una tappa e la classifica finale alla Volta ao Algarve in Portogallo; si piazzò inoltre quarto al Tour de Romandie e al Giro di Baviera, e secondo nella tappa della Bola del Mundo alla Vuelta a España. L'anno dopo ottenne due successi di tappa e quello generale alla Parigi-Nizza, gara valida per il World Tour; sempre in Francia vinse una tappa e concluse secondo al Critérium International, e si classificò secondo al Critérium du Dauphiné e nella tappa di Ax 3 Domaines al Tour de France. Durante l'anno fece inoltre sua la frazione di Beasain alla Vuelta al País Vasco, chiudendo secondo nella graduatoria generale.
Apre il 2014 con il successo nella tappa regina del Tour Down Under, quella con arrivo in salita a Willunga. In stagione Porte non ottiene altre vittorie: si classifica secondo alla Vuelta a Andalucía e 23º, lontano dai migliori, al Tour de France. Nel 2015, dopo il successo ai campionati nazionali e le vittorie di tappa al Tour Down Under e alla Volta ao Algarve, vince la sua seconda Parigi-Nizza grazie a una poderosa prova nell'ultima tappa a cronometro sul Col d'Èze; grazie a tale successo assume anche la leadership della graduatoria individuale del World Tour. Si aggiudica poi la Volta Ciclista a Catalunya con un secondo posto nella tappa con arrivo ad Alp; in aprile si afferma quindi anche al Giro del Trentino, corso in preparazione al Giro d'Italia, vincendo per distacco la tappa di Brentonico.

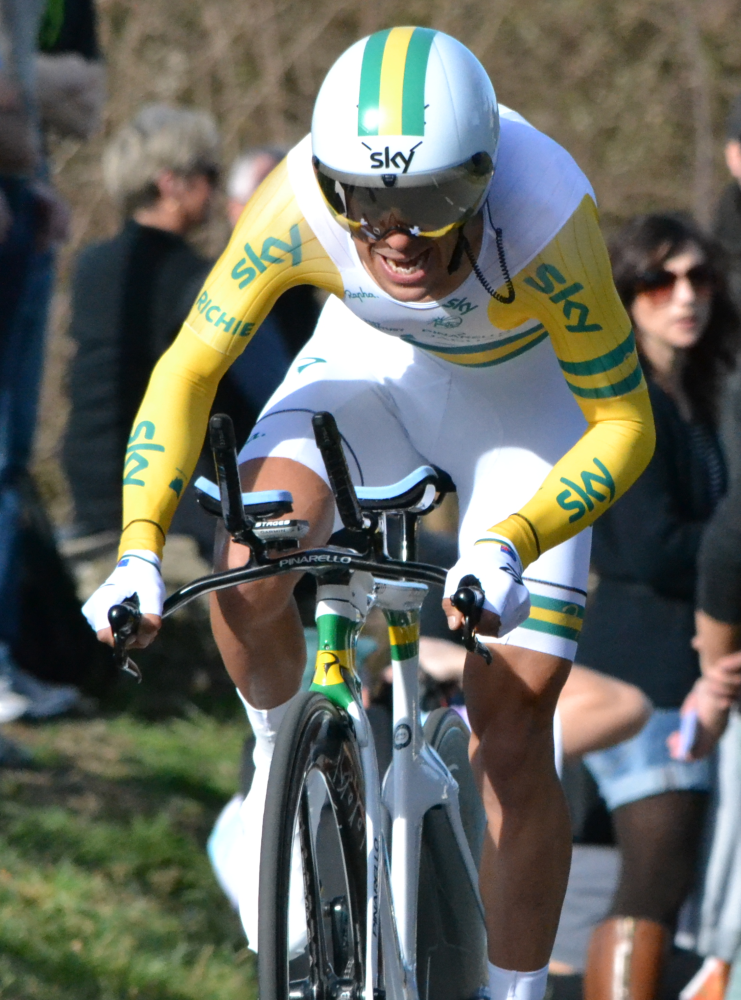
Richie Porte in azione con la maglia di campione australiano a cronometro alla Parigi-Nizza 2015.

### 2016-2018: Team BMC
Dopo la fine del Tour de France 2015, la formazione statunitense BMC Racing Team annuncia di aver messo sotto contratto per due anni Richie Porte. L'australiano apre la stagione con la vittoria nella frazione regina al Tour Down Under, per il terzo anno consecutivo, e il secondo posto finale nella corsa (battuto da Simon Gerrans), e successivamente conclude terzo alla Parigi-Nizza e quarto alla Volta Ciclista a Catalunya, pur senza trionfi di tappa. Dopo aver ottenuto il quarto posto al Critérium du Dauphiné (perdendo il podio nell'ultima frazione alpina a Superdévoluy), partecipa al Tour de France con ambizioni di classifica. Nella Grande Boucle rimane attardato di 1'45" dai migliori già nella seconda tappa a Cherbourg, e in tutta la corsa non si mette in particolare evidenza, risalendo comunque la classifica fino al quinto posto finale (è la sua prima Top 10 al Tour), a 5'17" dal vincitore Chris Froome. In agosto partecipa alla corsa in linea dei Giochi di Rio de Janeiro, ma è costretto al ritiro per una caduta, rimediando la frattura alla scapola. Conclude così anzitempo la stagione.
Inizia bene la stagione 2017 vincendo la seconda tappa del Tour Down Under, per distacco, con 16" su Gorka Izagirre ed Esteban Chaves. In maglia di leader si impone per il quarto anno consecutivo sullo strappo di Willunga Hill, e l'indomani vince, per la prima volta in carriera, la corsa di casa con 48" su Esteban Chaves. Ai primi di marzo fa sua la penultima tappa della Parigi-Nizza, non gareggiando però per la classifica finale.
A luglio prende parte al Tour de France, ritirandosi nel corso della nona tappa a seguito di una grave caduta in discesa che coinvolge anche Daniel Martin, mentre era quinto in classifica. Rientra in gara a fine ottobre alla Japan Cup.
Nel 2018 fa l'esordio stagionale al Tour Down Under vincendo, per la quinta volta di fila, la tappa che si conclude sullo strappo di Willunga Hill. Termina la corsa al secondo posto della classifica, con lo stesso tempo di Daryl Impey. Dopo aver vinto la classifica finale del Tour de Suisse prende il via del Tour de France come capitano della sua squadra. Attardato inizialmente da una caduta nel corso della prima tappa, recupera terreno imponendosi nella cronometro a squadre. Successivamente, a causa di una caduta nel corso della nona tappa, è costretto a ritirarsi.

### Dal 2019: Trek-Segafredo
Nel 2019 esordisce come consuetudine al Tour Down Under, ottenendo il successo di tappa nella sesta e ultima frazione sul traguardo di Willunga Hill, per il sesto anno consecutivo. Conclude la corsa al secondo posto dietro Daryl Impey. Prosegue la stagione partecipando all'Herald Sun Tour, dove chiude quinto in classifica generale. Prende il via all'UAE Tour e alla Volta Ciclista a Catalunya, senza lasciare alcun segno. In maggio partecipa al Tour of California, ottenendo il quinto in classifica generale. In preparazione al Tour de France, è al via del Critérium du Dauphiné, dove non coglie particolari piazzamenti di rilievo (conclude la manifestazione in 11ª piazza in generale). A luglio prende parte alla Grande Boucle, dove non si dimostra competitivo per i piazzamenti di vertice: il miglior risultato ottenuto è il quinto posto nella cronometro di Pau; chiude il Tour in 11ª posizione, ad oltre 12' dal vincitore Egan Bernal. Chiude la stagione in Canada, partecipando al Grand Prix Cycliste de Québec (84º) e al Grand Prix Cycliste de Montréal (dove si ritira).
Nel 2020 esordisce come consuetudine al Tour Down Under: si impone nella terza tappa, con arrivo a Paracombe e diventa leader della classifica provvisoria. Dopo aver perso momentaneamente il primato durante la quinta frazione, in favore di Daryl Impey, ritorna primo in classifica durante la tappa finale con arrivo a Willunga Hill: tuttavia termina la tappa in seconda posizione, fermando la striscia di vittorie consecutive su questo traguardo a 6 (dal 2014 al 2019); la vittoria alla manifestazione australiana, rappresenta per lui la seconda in carriera, dopo quella del 2017. 
Conclude al terzo posto il Tour de France grazie ad un'ottima prestazione nella cronometro della Planche des Belles Filles.

## Palmarès
- 2007 (A.C. Sammarinese Gruppo Lupi)

Trofeo Sportivi San Donato in Fronzano
1ª tappa Tour of Bright
2ª tappa Tour of Bright
Classifica generale Tour of Bright
- 2008 (Praties Cycling/G.S. Mastromarco-Chianti Sensi-Grassi)

2ª tappa Tour of Wellington (Martinborough > Masterton)
2ª tappa Tour de Perth (Roleystone > Roleystone, cronometro)
3ª tappa Tour de Perth (Kalamunda > Kalamunda)
Classifica generale Tour de Perth
Gran Premio Comune di Cerreto Guidi
7ª tappa Tour of Tasmania (Ulverstone > Penguin)
9ª tappa Tour of Tasmania (Longford > Poatina)
Classifica generale Tour of Tasmania
- 2009 (Praties Cycling/Bedogni-Grassi-Natalini-Gruppo Praga)

2ª tappa Giro della Regione Friuli Venezia Giulia (Forgaria nel Friuli > Piano d'Arta)
4ª tappa Girobio (Pozzoleone > Pozzoleone, cronometro)
G.P. Città di Saltino di Vallombrosa
1ª tappa Giro delle Valli Cuneesi (Sommariva del Bosco > Lequio Berria)
Gran Premio Città di Felino
- 2010 (Team Saxo Bank, una vittoria)

3ª tappa Tour de Romandie (Moudon > Moudon, cronometro)
- 2011 (Saxo Bank-Sungard, due vittorie)

4ª tappa Vuelta a Castilla y León (Zamora > Zamora, cronometro)
5ª tappa Post Danmark Rundt (Helsingør > Helsingør, cronometro)
- 2012 (Sky Procycling, due vittorie)

3ª tappa Volta ao Algarve (Castro Marim > Alto do Malhão)
Classifica generale Volta ao Algarve
- 2013 (Sky Procycling, cinque vittorie)

5ª tappa Parigi-Nizza (Châteauneuf-du-Pape > La Montagne de Lure)
7ª tappa Parigi-Nizza (Nizza > Col d'Èze, cronometro)
Classifica generale Parigi-Nizza
2ª tappa Critérium International (Porto Vecchio > Porto Vecchio, cronometro)
5ª tappa Vuelta al País Vasco (Eibar > Beasain)
- 2014 (Team Sky, una vittoria)

5ª tappa Tour Down Under (McLaren Vale > Willunga Hill)
- 2015 (Team Sky, nove vittorie)

Campionati australiani, Prova a cronometro
5ª tappa Tour Down Under (McLaren Vale > Willunga Hill)
4ª tappa Volta ao Algarve (Tavira > Alto do Malhão)
4ª tappa Parigi-Nizza (Varennes-sur-Allier > Croix de Chaubouret)
7ª tappa Parigi-Nizza (Nizza > Col d'Èze, cronometro)
Classifica generale Parigi-Nizza
Classifica generale Volta Ciclista a Catalunya
2ª tappa Giro del Trentino (Arco > Brentonico)
Classifica generale Giro del Trentino
- 2016 (BMC Racing Team, una vittoria)

5ª tappa Tour Down Under (McLaren Vale > Willunga Hill)
- 2017 (BMC Racing Team, sei vittorie)

2ª tappa Tour Down Under (Stirling > Paracombe)
5ª tappa Tour Down Under (McLaren Vale > Willunga Hill)
Classifica generale Tour Down Under
7ª tappa Parigi-Nizza (Nizza > Col de la Couillole)
Classifica generale Tour de Romandie
4ª tappa Critérium du Dauphiné (La Tour-du-Pin > Bourgoin-Jallieu, cronometro)
- 2018 (BMC Racing Team, due vittorie)

5ª tappa Tour Down Under (McLaren Vale > Willunga Hill)
Classifica generale Tour de Suisse
- 2019 (Trek-Segafredo, una vittoria)

6ª tappa Tour Down Under (McLaren Vale > Willunga Hill)
- 2020 (Trek-Segafredo, due vittorie)

3ª tappa Tour Down Under (Unley > Paracombe)
Classifica generale Tour Down Under
- 2021 (Ineos Grenadiers, una vittoria)

Classifica generale Critérium du Dauphiné

### Altri successi
- 2010 (Team Saxo Bank)

Classifica giovani Giro d'Italia
- 2013 (Sky Procycling)

Classifica a punti Critérium International
Critérium de Lacq-Audéjos
Critérium de Marcolès
- 2015 (Team Sky)

Classifica scalatori Volta ao Algarve
- 2018 (BMC Racing Team)

1ª tappa Tour de Suisse (Frauenfeld > Frauenfeld, cronosquadre)
3ª tappa Tour de France (Cholet > Cholet, cronosquadre)
- 2021 (INEOS Grenadiers)

3ª tappa Santos Festival of Cycling (McLaren Vale > Willunga Hill)
3ª tappa Tour of Britain (Carmarthenshire, cronosquadre)
- 2024

Garmin Willunga Hill Time Trial

## Piazzamenti

### Grandi Giri
- Giro d'Italia

2010: 7º
2011: 81º
2015: non partito (16ª tappa)
2022: ritirato (19ª tappa)
- Tour de France

2011: 72º
2012: 34º
2013: 19º
2014: 23º
2015: 48º
2016: 5º
2017: ritirato (9ª tappa)
2018: ritirato (9ª tappa)
2019: 11º
2020: 3º
2021: 38º
- Vuelta a España

2012: 68º
2018: 84º

### Classiche monumento
- Liegi-Bastogne-Liegi

2013: ritirato
2014: ritirato
2016: 91º
2020: 16º
- Giro di Lombardia

2010: ritirato
2012: ritirato

### Competizioni mondiali
- Campionati del mondo

Melbourne 2010 - Cronometro Elite: 4º
Copenaghen 2011 - Cronometro Elite: 6º
Limburgo 2012 - In linea Elite: ritirato
Toscana 2013 - Cronosquadre: 3º
Toscana 2013 - Cronometro Elite: 17º
Toscana 2013 - In linea Elite: ritirato
Imola 2020 - In linea Elite: 25º
- Giochi olimpici

Rio de Janeiro 2016 - In linea: ritirato
Tokyo 2020 - In linea: 48º
Tokyo 2020 - Cronometro: 27º